# Peter Petersen (fotograf)
Peter Petersen (5. května 1835, Kodaň – 26. července 1894, Kristiania) byl dánsko-norský fotograf pracující pro geografickou společnost Norges geografiske oppmåling (NGO).

## Životopis
Petersen od roku 1862 pracoval jako portrétní fotograf v Kristianii (pozdější Oslo). Později byl zaměstnán jako fotograf v nevládní organizaci NGO a vedoucí 5. sekce. Vyvinul nové metody pro reprodukci map.

## Ocenění
Dne 10. března 1893 Petersen získal ocenění rytíře 1. třídy Řádu svatého Olafa za „záslužnou činnost v norské geografické službě (NGO)“. Získal také Vasův řád.

## Galerie

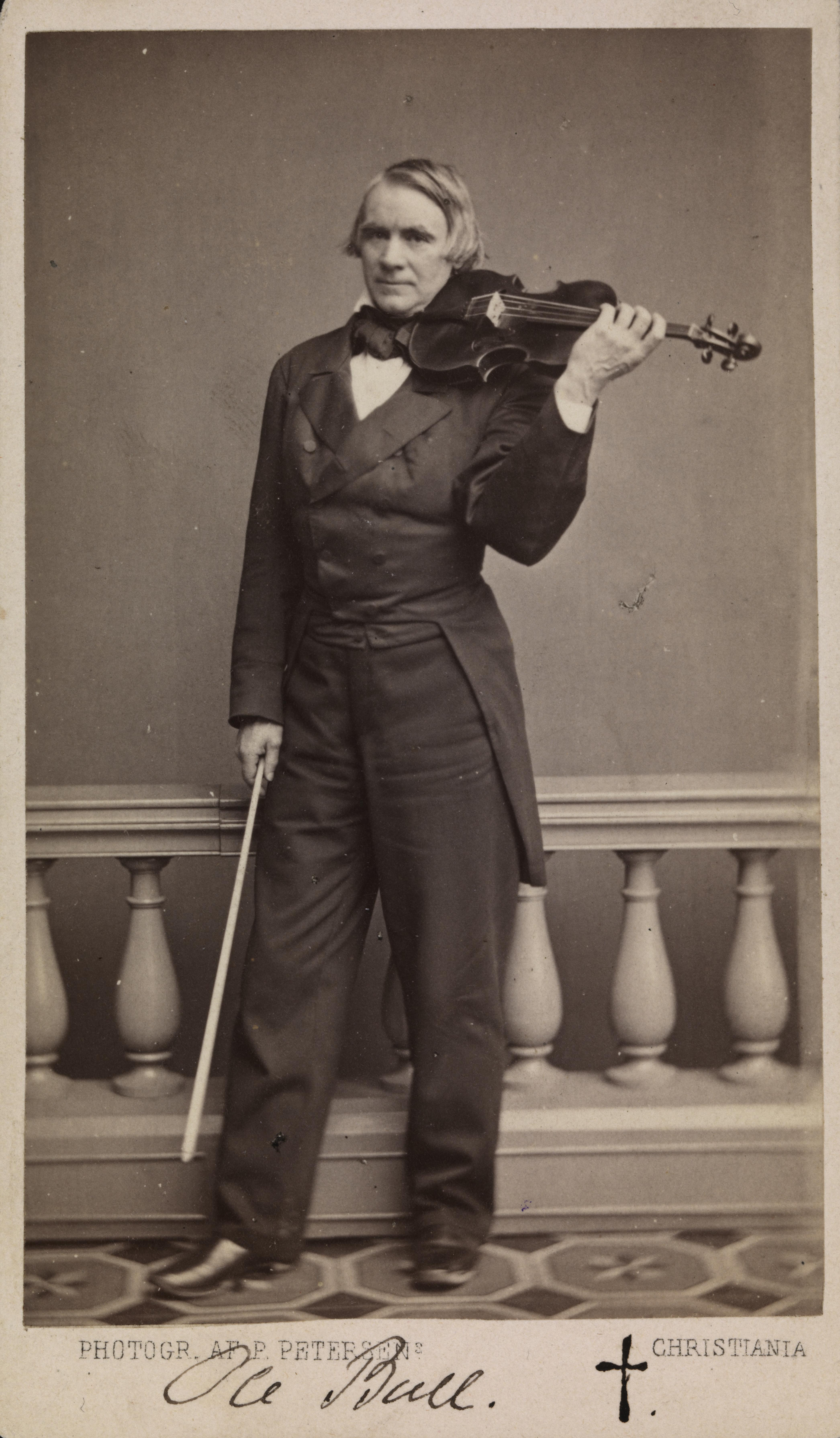
Ole Bull s houslemi, 1860–1870
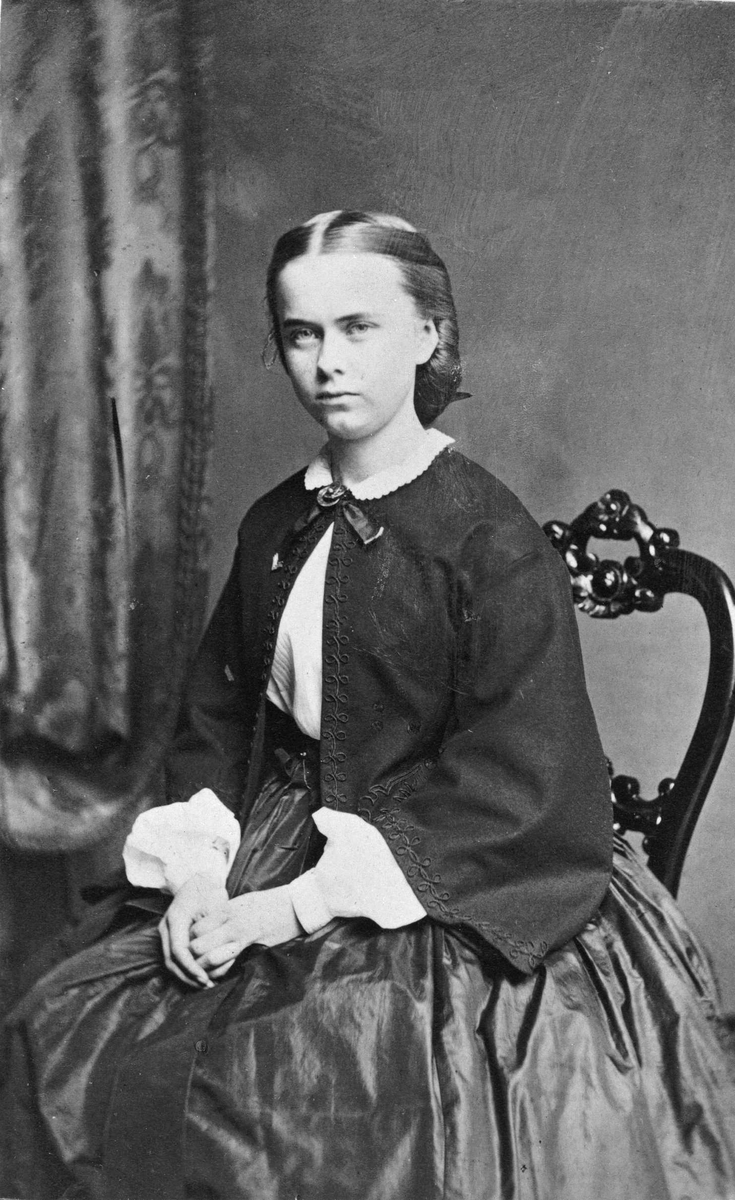
Ragna Nielsen jako konfirmantka, 1865
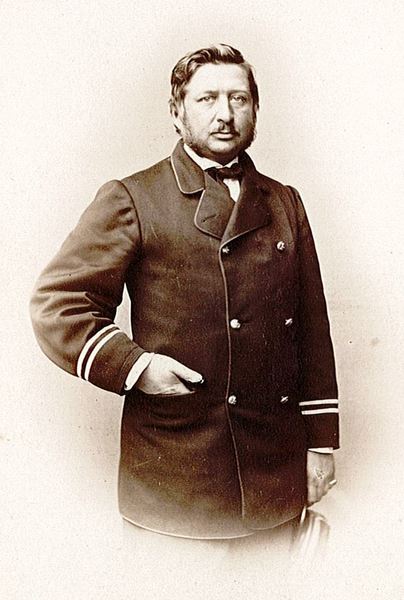
Carl Frederik Wille
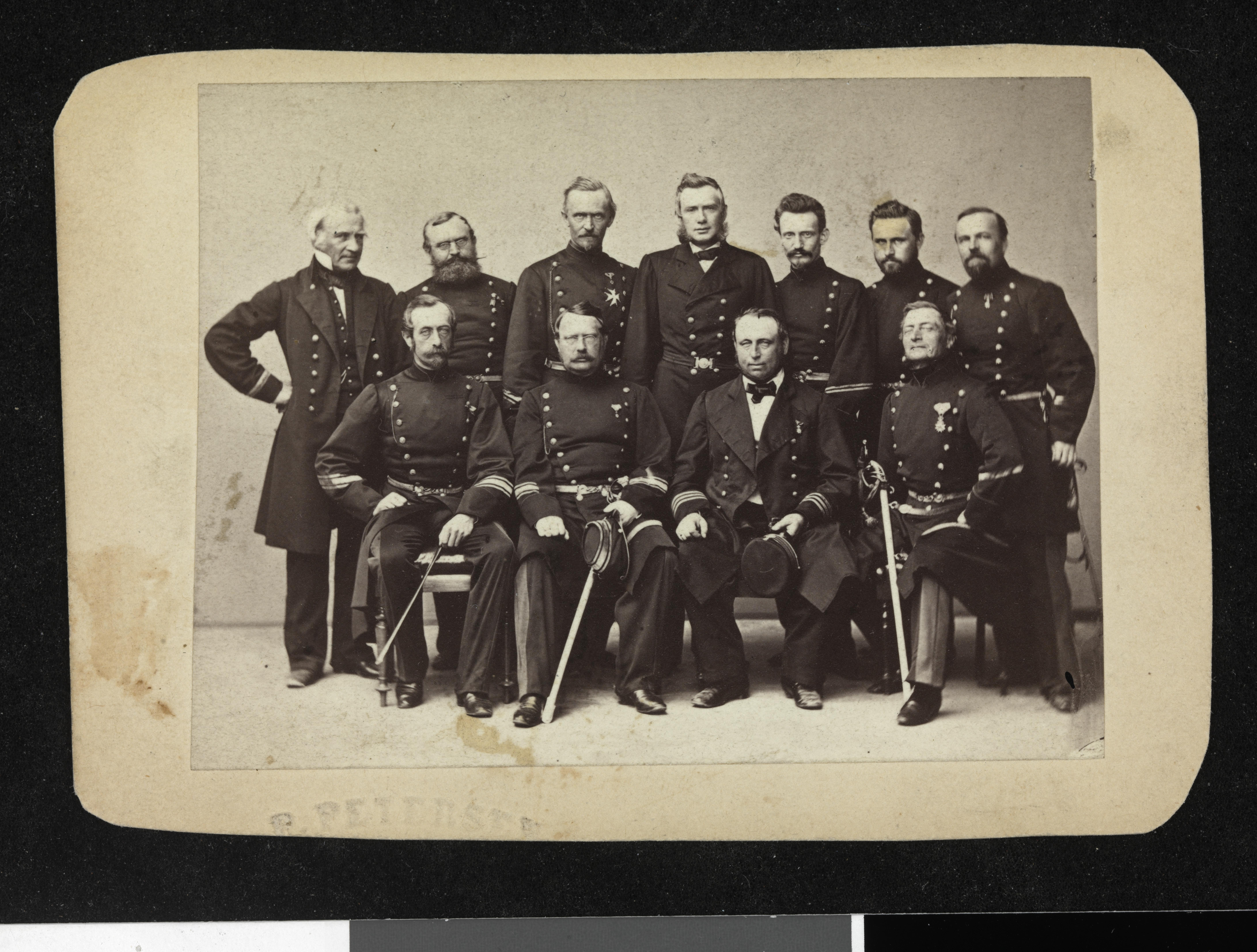
Členové Fortifikační komise pro Carljohansvern a vnitřní záležitosti, Christianiafjorden, 24. října 1863
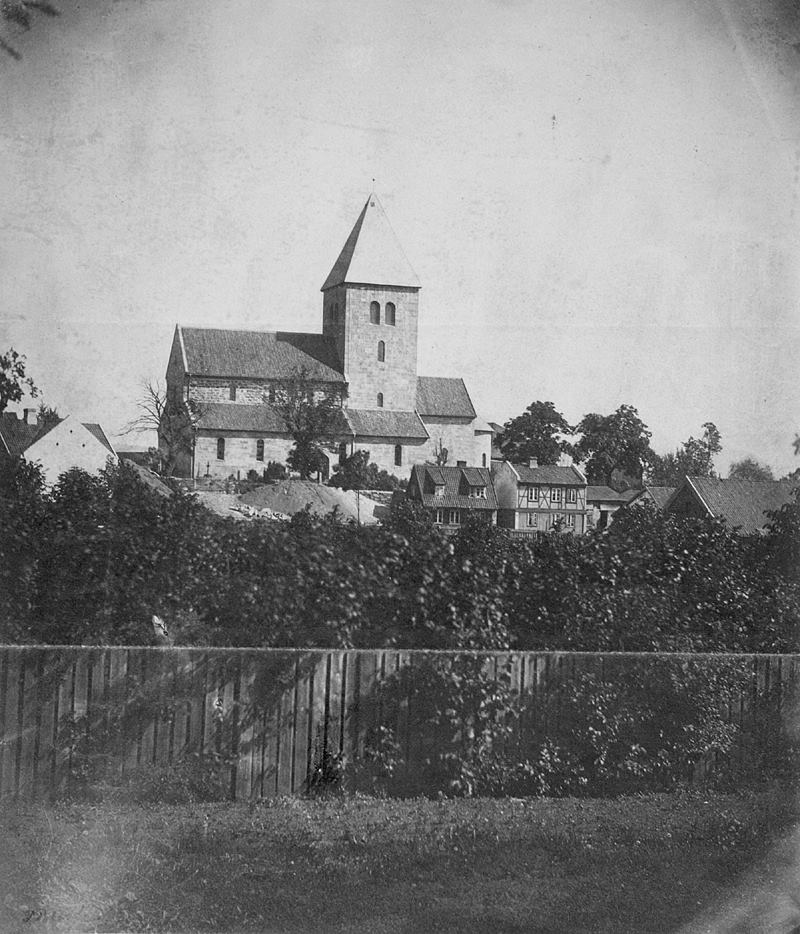
Kostel Gamle Aker